# Fjärdhundraland
Fjärdhundraland ili zemlja četiri härada/hundrada (germ. = sto) je od 1296. bila dijelom pokrajine Uppland u Švedskoj. 
Ime se odnosi na njenu ulogu u davanju 400 ljudi i 16 brodova za leidang švedskih kraljeva u Uppsali.
Snorri Sturluson daje podatak da Tiundaland je bio najbogatiji i naplodniji kraj u Švedskoj. Bio je sjedištem švedskih kraljeva u Gamli Uppsali i kasnije nadbiskupije u Uppsali/švedske nadbiskupije. Od nje je Uppsala öd uzela ime.
Svi švedski zakonari (pos. vrsta skandinavskog zakonskog ureda) su bili podređeni zakonaru (švedski: lagman) iz Tiundalanda.